# Les Collectionneurs
Pour l’article homonyme, voir Les Collectionneurs (hôtellerie).
Les collectionneurs est une série de bande dessinée franco-belge humoristique d'Yvan Delporte au scénario et  Frédéric Jannin au dessin.

## Synopsis
Cette série parle de différents collectionneurs (timbres, BD, pièces de monnaie...) et de leurs défauts

## Personnages
- Chaque gag à un nouvel héros.

## Publication

### Albums
Éditions du Miroir :
Les collectionneurs (1983)

### Revues
La série a été publiée dans le journal Spirou en 1984.